# Jan Paul Nagel
Jan Paul Nagel (sorbisch Jan Pawoł Nagel; * 8. Mai 1934 in Lohsa; † 21. Mai 1997 in Litschen; mit vollem Namen Johann Paul Horst Nagel) war ein sorbischer Komponist.

## Leben

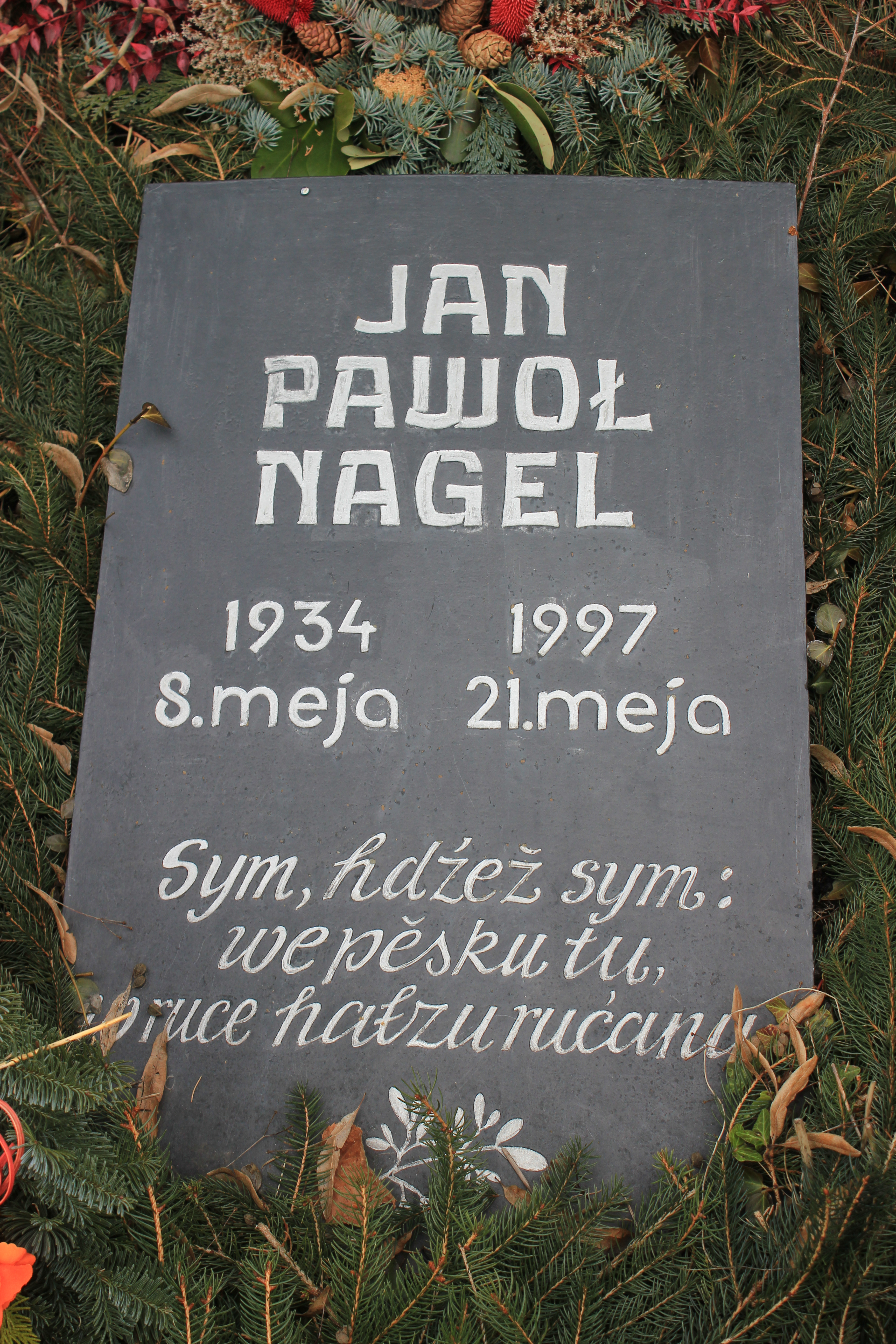
Grabstein von Jan Paul Nagel auf dem Lohsaer Friedhof

Geboren 1934 in Lohsa bei Hoyerswerda, wuchs er auf dem Bauernhof seiner Eltern auf. Seine musikalische Ausbildung erhielt er zunächst an der Kirchenmusikschule Görlitz. Nach dem Abitur an der Sorbischen Oberschule Bautzen studierte er ab 1954 an der Deutschen Hochschule für Musik in Berlin und wurde Meisterschüler von Rudolf Wagner-Régeny an der Deutschen Akademie der Künste. 1959/1960 war er Musikredakteur für Radio DDR beim Sender Cottbus. Danach war er zwei Jahre Chorleiter am Staatlichen Ensemble für sorbische Volkskultur in Bautzen, dann arbeitete er fortan als freier Komponist. Im Zeitraum 1967 bis 1971 war er Abgeordneter im Bezirkstag Cottbus. 1968 änderte er seinen Rufnamen Horst in Jan Paul. Nagel war Vorsitzender des Arbeitskreises sorbischer Musikwissenschaftler und ab 1991 für kurze Zeit Vorsitzender der Domowina. In dieser Funktion nahm er mit seinem Stellvertreter Jurij Koch an der Gründungsveranstaltung der Stiftung für das sorbische Volk in der Lohsaer Kirche teil.
Verheiratet war er in zweiter Ehe mit der Autorin Elke Nagel, die ab 1991 alle seine Werke im eigens dafür gegründeten ENA-Musikverlag herausgab. Jan Paul Nagel verstarb nach schwerer Krankheit im Mai 1997.

## Werke
Nagel war einer der profiliertesten und produktivsten sorbischen Komponisten. Die Verbindung von sorbischer Folklore mit der Musik des 20. Jahrhunderts zeichnet sein Schaffen aus. Es reicht von Volksliedbearbeitungen bis hin zu Orchesterwerken in Zwölftontechnik. Beeinflusst wurde Nagel, nach eigenen Angaben, auch von Hanns Eisler und Hans Werner Henze. Vor allem seine „Sorbischen Tänze für Streichquartett“ waren in der Lausitz sehr populär. Werke Jan Paul Nagels wurden mehrfach für Rundfunk und CDs eingespielt. Seine Autobiografie erschien 1993 unter dem Titel „Kindheit in Litschen“ (Domowina-Verlag, ISBN 978-3-7420-1506-8).

### Auswahl
- Passacaglia für großes Orchester
- Sinfonia 2 „Voces de la noche“ nach Texten von Gabriela Mistral
- Drei Gesänge für Bariton und Orchester auf Gedichte von Johannes Bobrowski
- Sonate für Violine und Klavier
- Sorbische Tänze für Streichquartett
- Klavierquintett
- Ave Maria (Motette)
- Streichquartett Nr. 2
- Drei Fabeln von Gotthold Ephraim Lessing für Sprecher und Instrumente
- Kocoriana-Suite im alten Stil
- Morceaux caracteristiques für Violoncello und Klavier
- Variationen für Violoncello und Orchester über einen alten sorbischen Tanz

## Auszeichnungen
- Als Leiter des Kulturensembles der Sorbischen Oberschule in Cottbus erhielt er 1956 den Ćišinski-Preis.

## Diskografie (Auswahl)
- 1995: Serbska sinfonika 1, Konsonanz
- 2009: Serbska sinfonika 3, Konsonanz